# Planchonella solida
Planchonella solida är en tvåhjärtbladig växtart som beskrevs av Pieter van Royen. Planchonella solida ingår i släktet Planchonella och familjen Sapotaceae.
Artens utbredningsområde är Papua Nya Guinea. Inga underarter finns listade i Catalogue of Life.